# Discografia di Adele
La discografia di Adele, cantautrice pop britannica, comprende quattro album in studio, due album dal vivo, due extended play e quindici singoli.
L'album di debutto di Adele, 19, è stato pubblicato nel gennaio del 2008, essendo preceduto dai singoli Hometown Glory e Chasing Pavements. Il disco ha avuto un ottimo successo commerciale nel Regno Unito, raggiungendo la prima posizione della Official Albums Chart ed un discreto riscontro in vari paesi europei e negli Stati Uniti, dove è riuscito a posizionarsi nella top ten della classifica Billboard 200.
Nel novembre del 2010, Adele ha pubblicato il singolo Rolling in the Deep, che è riuscito a raggiungere la prima posizione nelle classifiche discografiche di molti paesi, inclusi gli Stati Uniti, l'Italia, i Paesi Bassi, il Canada e la Germania, oltre ovviamente al Regno Unito. Il brano è stato poi inserito nel secondo album della cantante, 21, che ha superato i trenta milioni di copie vendute a livello mondiale diventando, inoltre, uno degli album più venduti di sempre nel Regno Unito.
Il secondo singolo estratto dall'album, Someone like You è diventato il primo brano di Adele a raggiungere la vetta della UK Singles Chart.
I due album dal vivo sono stati realizzati a seguito di un concerto con orchestra alla Royal Albert Hall del 2010 il primo, pubblicato nel 2011, mentre il secondo a seguito della sua residency di successo a Las Vegas, nel 2023 e pubblicato nel 2025.

## Album

### Album in studio
| Anno | Titolo | Classifiche | Classifiche | Classifiche | Classifiche | Classifiche | Classifiche | Classifiche | Classifiche | Classifiche | Classifiche | Vendite                                            | Certificazioni |
| Anno | Titolo | UK          | AUS         | CAN         | FRA         | GER         | IRE         | ITA         | NLD         | NZL         | USA         | Vendite                                            | Certificazioni |
| ---- | --- | ----------- | ----------- | ----------- | ----------- | ----------- | ----------- | ----------- | ----------- | ----------- | ----------- | -------------------------------------------------- | --- |
| 2008 | 19 - Pubblicato: 26 gennaio 2008 - Etichetta: XL - Formati: CD, download digitale                                         | 1           | 3           | 18          | 15          | 15          | 2           | 20          | 1           | 3           | 4           | - WW: 7 000 000                                    | - UK: Platino (8) - AUS: Platino (2) - CAN: Platino (4) - GER: Platino - ITA: Platino - NLD: Platino (3) - NZL: Platino (2) - USA: Platino (3)                                              |
| 2011 | 21 - Pubblicato: 19 gennaio 2011 - Etichetta: XL, Columbia - Formati: CD, LP, download digitale                           | 1           | 1           | 1           | 1           | 1           | 1           | 1           | 1           | 1           | 1           | - UK: 5 100 000 - USA: 14 000 000 - WW: 31 000 000 | - UK: Platino (17) - AUS: Platino (17) - CAN: Diamante (2) - FRA: Diamante - GER: Platino (8) - IRE: Platino (18) - ITA: Platino (9) - NLD: Platino (4) - NZL: Platino (13) - USA: Diamante |
| 2015 | 25 - Pubblicato: 20 novembre 2015 - Etichetta: XL, Columbia - Formati: CD, LP, download digitale, streaming               | 1           | 1           | 1           | 1           | 1           | 1           | 1           | 1           | 1           | 1           | - UK: 3 600 000                                    | - UK: Platino (13) - AUS: Platino (10) - CAN: Diamante - FRA: Diamante - GER: Platino (6) - ITA: Platino (5) - NZL: Platino (14) - USA: Platino (12)                                        |
| 2021 | 30 - Pubblicato: 19 novembre 2021 - Etichetta: Melted Stone, Columbia - Formati: CD, LP, MC, download digitale, streaming | 1           | 1           | 1           | 1           | 1           | 1           | 2           | 1           | 1           | 1           | - CAN: 114 000 - USA: 1 210 000 - WW: 5 000 000    | - UK: Platino (3) - AUS: Platino - FRA: Platino (3) - GER: Platino - ITA: Platino - NZL: Platino (2) - USA: Platino (3)                                                                     |

### Album dal vivo
| Anno                                                             | Titolo | Classifiche | Classifiche | Classifiche | Classifiche | Classifiche | Classifiche | Classifiche | Certificazioni                                      |
| Anno                                                             | Titolo | GER         | ITA         | MEX         | NLD         | POL         | POR         | SPA         | Certificazioni                                      |
| ---------------------------------------------------------------- | --- | ----------- | ----------- | ----------- | ----------- | ----------- | ----------- | ----------- | --------------------------------------------------- |
| 2011                                                             | Live at the Royal Albert Hall - Pubblicato: 29 novembre 2011 - Etichetta: XL, Columbia - Formati: CD+DVD     | 5           | 16          | 3           | 1           | 5           | 1           | 14          | - ITA: Oro - MEX: Platino (2) - POR: Oro - SPA: Oro |
| 2025                                                             | Weekends with Adele: Live in Las Vegas - Pubblicato: febbraio 2025 - Etichetta: XL, Columbia - Formati: 3 LP | —           | —           | —           | —           | —           | —           | —           |                                                     |
| "—" indica che l'opera non si è classificata in quel territorio. | |             |             |             |             |             |             |             |                                                     |

## Extended play
| Anno                                                                                          | Titolo                                                                                                 | Classifiche | Classifiche | Classifiche | Classifiche |
| Anno                                                                                          | Titolo                                                                                                 | UK          | FRA         | IRE         | USA         |
| --------------------------------------------------------------------------------------------- | --- | ----------- | ----------- | ----------- | ----------- |
| 2009                                                                                          | iTunes Live from SoHo - Pubblicato: 3 febbraio 2009 - Etichetta: XL - Formati: Download digitale       | —           | —           | —           | 105         |
| 2011                                                                                          | iTunes Festival: London 2011 - Pubblicato: 13 luglio 2011 - Etichetta: XL - Formati: Download digitale | 74          | 112         | 45          | 50          |
| "—" indica che l'opera non si è classificata o che non è stata pubblicata in quel territorio. | |             |             |             |             |

## Singoli

### Come artista principale
| Anno                                                                                          | Titolo                           | Classifiche | Classifiche | Classifiche | Classifiche | Classifiche | Classifiche | Classifiche | Classifiche | Classifiche | Classifiche | Certificazioni | Album di provenienza |
| Anno                                                                                          | Titolo                           | UK          | AUS         | CAN         | GER         | IRE         | ITA         | NLD         | NOR         | SWI         | USA         | Certificazioni | Album di provenienza |
| --------------------------------------------------------------------------------------------- | -------------------------------- | ----------- | ----------- | ----------- | ----------- | ----------- | ----------- | ----------- | ----------- | ----------- | ----------- | --- | -------------------- |
| 2007                                                                                          | Hometown Glory                   | 19          | —           | —           | —           | —           | —           | 86          | —           | —           | —           | - UK: Platino (2) - CAN: Platino - NZL: Platino | 19                   |
| 2008                                                                                          | Chasing Pavements                | 2           | —           | 28          | 46          | 7           | 7           | 3           | 1           | —           | 21          | - UK: Platino (2) - CAN: Platino (3) - ITA: Oro - NOR: Oro - NZL: Platino (2) - USA: Platino                                                                       | 19                   |
| 2008                                                                                          | Cold Shoulder                    | 18          | —           | —           | —           | —           | —           | 68          | —           | —           | —           | - UK: Argento | 19                   |
| 2008                                                                                          | Make You Feel My Love            | 4           | —           | —           | —           | 5           | —           | 1           | —           | —           | —           | - UK: Platino (4) - CAN: Platino (5) - NZL: Platino (4) - USA: Oro                                                                                                 | 19                   |
| 2010                                                                                          | Rolling in the Deep              | 2           | 3           | 1           | 1           | 2           | 1           | 1           | 8           | 1           | 1           | - UK: Platino (5) - AUS: Platino (7) - CAN: Diamante - GER: Platino - ITA: Platino (4) - NOR: Platino (2) - NZL: Platino (7) - SWI: Platino (3) - USA: Platino (8) | 21                   |
| 2011                                                                                          | Someone like You                 | 1           | 1           | 2           | 4           | 1           | 1           | 2           | 5           | 1           | 1           | - UK: Platino (7) - AUS: Platino (7) - CAN: Diamante - GER: Platino - ITA: Platino (7) - NOR: Platino - NZL: Platino (7) - USA: Platino (5)                        | 21                   |
| 2011                                                                                          | Set Fire to the Rain             | 11          | 11          | 2           | 6           | 6           | 3           | 1           | 4           | 4           | 1           | - UK: Platino (4) - AUS: Platino (3) - CAN: Diamante - GER: Platino - ITA: Platino (3) - NOR: Platino - NZL: Platino (5) - SWI: Platino - USA: Platino (4)         | 21                   |
| 2012                                                                                          | Turning Tables                   | 62          | 34          | 60          | —           | —           | 8           | 45          | —           | —           | 63          | - UK: Platino - AUS: Oro - CAN: Platino - ITA: Platino - NZL: Platino - USA: Oro                                                                                   | 21                   |
| 2012                                                                                          | Rumour Has It                    | 85          | —           | 16          | 68          | —           | 23          | 52          | —           | —           | 16          | - UK: Platino - AUS: Oro - CAN: Platino (3) - ITA: Oro - NZL: Platino - USA: Platino (2)                                                                           | 21                   |
| 2012                                                                                          | Skyfall                          | 2           | 5           | 3           | 1           | 1           | 1           | 1           | 13          | 1           | 8           | - UK: Platino (3) - AUS: Platino - CAN: Platino (5) - GER: Platino - ITA: Platino (3) - NZL: Platino (2) - USA: Platino                                            | /                    |
| 2015                                                                                          | Hello                            | 1           | 1           | 1           | 1           | 1           | 1           | 1           | 1           | 1           | 1           | - UK: Platino (5) - AUS: Platino (7) - CAN: Diamante - GER: Platino - ITA: Platino (6) - NOR: Platino (6) - NZL: Platino (6) - SWI: Platino - USA: Platino (7)     | 25                   |
| 2016                                                                                          | When We Were Young               | 9           | 11          | 9           | 29          | 20          | 56          | 32          | 26          | 5           | 14          | - UK: Platino (3) - AUS: Platino - CAN: Platino (6) - ITA: Platino - NOR: Platino (2) - NZL: Platino - USA: Platino                                                | 25                   |
| 2016                                                                                          | Send My Love (to Your New Lover) | 5           | 88          | 79          | 94          | —           | 40          | —           | —           | —           | 8           | - UK: Platino (3) - AUS: Platino - CAN: Platino (6) - FRA: Oro - ITA: Platino - NOR: Platino (4) - NZL: Platino - USA: Platino                                     | 25                   |
| 2016                                                                                          | Water Under the Bridge           | 39          | 23          | 37          | 80          | 27          | 89          | 71          | —           | 77          | 26          | - UK: Platino - AUS: Oro - CAN: Platino (2) - ITA: Oro - NZL: Platino (3) - USA: Oro                                                                               | 25                   |
| 2021                                                                                          | Easy on Me                       | 1           | 1           | 1           | 1           | 1           | 1           | 1           | 1           | 1           | 1           | - UK: Platino (4) - AUS: Platino (6) - CAN: Platino (3) - FRA: Diamante - GER: Platino - ITA: Platino (3) - NZL: Platino (5) - SWI: Platino (3) - USA: Platino (4) | 30                   |
| 2021                                                                                          | Oh My God                        | 2           | 6           | 8           | 24          | 3           | 62          | 6           | 6           | 7           | 5           | - UK: Platino - AUS: Platino - FRA: Platino - ITA: Oro - NZL: Platino - SWI: Oro - USA: Platino                                                                    | 30                   |
| 2022                                                                                          | I Drink Wine                     | 4           | 10          | 10          | —           | 5           | 81          | —           | 18          | —           | 18          | - UK: Platino - AUS: Oro - NZL: Platino - USA: Oro | 30                   |
| "—" indica che l'opera non si è classificata o che non è stata pubblicata in quel territorio. |                                  |             |             |             |             |             |             |             |             |             |             | |                      |

### Come artista ospite
| Anno                                                                                          | Titolo                                                  | Posizione massima | Album      |
| Anno                                                                                          | Titolo                                                  | UK                | Album      |
| --------------------------------------------------------------------------------------------- | ------------------------------------------------------- | ----------------- | ---------- |
| 2006                                                                                          | Be Divine (Ricsta featuring Adele)                      | —                 | /          |
| 2009                                                                                          | Water and a Flame (Daniel Merriweather featuring Adele) | 180               | Love & War |
| "—" indica che l'opera non si è classificata o che non è stata pubblicata in quel territorio. |                                                         |                   |            |

## Altri brani entrati in classifica e/o certificati
| Anno                                                                                          | Titolo                                | Classifiche | Classifiche | Classifiche | Classifiche | Classifiche | Classifiche | Classifiche | Classifiche | Classifiche | Classifiche | Certificazioni                          | Album di provenienza         |
| Anno                                                                                          | Titolo                                | UK          | AUS         | CAN         | GER         | IRE         | ITA         | NLD         | NOR         | SWI         | USA         | Certificazioni                          | Album di provenienza         |
| --------------------------------------------------------------------------------------------- | ------------------------------------- | ----------- | ----------- | ----------- | ----------- | ----------- | ----------- | ----------- | ----------- | ----------- | ----------- | --------------------------------------- | ---------------------------- |
| 2008                                                                                          | Daydreamer                            | 171         | —           | —           | —           | —           | —           | —           | —           | —           | —           | - UK: Argento                           | 19                           |
| 2008                                                                                          | My Same                               | —           | —           | —           | 61          | —           | —           | —           | —           | —           | —           |                                         | 19                           |
| 2011                                                                                          | Don't You Remember                    | —           | —           | —           | —           | —           | —           | —           | —           | —           | —           | - UK: Oro                               | 21                           |
| 2011                                                                                          | He Won't Go                           | —           | —           | —           | —           | —           | —           | —           | —           | —           | —           | - UK: Argento                           | 21                           |
| 2011                                                                                          | One and Only                          | 99          | —           | —           | —           | —           | —           | —           | —           | —           | 110         | - UK: Oro                               | 21                           |
| 2011                                                                                          | Lovesong                              | —           | —           | —           | —           | —           | —           | —           | —           | —           | —           | - UK: Argento - CAN: Oro                | 21                           |
| 2011                                                                                          | Take It All                           | —           | —           | —           | —           | —           | —           | —           | —           | —           | —           | - UK: Argento                           | 21                           |
| 2011                                                                                          | I Can't Make You Love Me              | 37          | —           | —           | —           | 78          | —           | —           | —           | —           | —           |                                         | iTunes Festival: London 2011 |
| 2015                                                                                          | I Miss You                            | —           | —           | —           | —           | —           | —           | —           | —           | —           | —           | - UK: Argento - CAN: Oro                | 25                           |
| 2015                                                                                          | Remedy                                | 145         | 94          | 69          | 83          | —           | —           | —           | —           | 30          | 87          | - UK: Oro - CAN: Platino                | 25                           |
| 2015                                                                                          | River Lea                             | 76          | —           | —           | 97          | —           | —           | —           | —           | —           | —           | - UK: Argento - NZL: Oro                | 25                           |
| 2015                                                                                          | Love in the Dark                      | 76          | —           | —           | 79          | 24          | —           | 65          | —           | —           | 111         | - UK: Platino - CAN: Platino - ITA: Oro | 25                           |
| 2015                                                                                          | Million Years Ago                     | 64          | 84          | 97          | 74          | 94          | —           | —           | —           | —           | 119         | - UK: Argento - CAN: Platino            | 25                           |
| 2015                                                                                          | All I Ask                             | 41          | 65          | —           | —           | 93          | —           | —           | —           | —           | 77          | - UK: Oro - CAN: Platino (2)            | 25                           |
| 2015                                                                                          | Sweetest Devotion                     | —           | —           | —           | —           | —           | —           | —           | —           | —           | 124         |                                         | 25                           |
| 2021                                                                                          | Strangers by Nature                   | —           | 18          | 22          | —           | —           | —           | —           | 37          | —           | 41          |                                         | 30                           |
| 2021                                                                                          | My Little Love                        | —           | 11          | 14          | —           | —           | —           | 14          | 35          | —           | 23          |                                         | 30                           |
| 2021                                                                                          | Cry Your Heart Out                    | —           | 21          | 24          | —           | —           | —           | —           | —           | —           | 44          |                                         | 30                           |
| 2021                                                                                          | Can I Get It                          | —           | 15          | 11          | —           | —           | —           | —           | 19          | 14          | 26          | - UK: Argento - AUS: Oro                | 30                           |
| 2021                                                                                          | All Night Parking (con Erroll Garner) | —           | 33          | 28          | —           | —           | —           | —           | —           | —           | 53          |                                         | 30                           |
| 2021                                                                                          | Woman like Me                         | —           | —           | 29          | —           | —           | —           | —           | —           | —           | 55          |                                         | 30                           |
| 2021                                                                                          | Hold On                               | —           | 31          | 26          | —           | —           | —           | —           | —           | —           | 49          | - UK: Argento                           | 30                           |
| 2021                                                                                          | To Be Loved                           | —           | 25          | 16          | —           | —           | —           | —           | —           | —           | 32          | - UK: Argento                           | 30                           |
| 2021                                                                                          | Love Is a Game                        | —           | —           | 37          | —           | —           | —           | —           | —           | —           | 56          |                                         | 30                           |
| "—" indica che l'opera non si è classificata o che non è stata pubblicata in quel territorio. |                                       |             |             |             |             |             |             |             |             |             |             |                                         |                              |

## Videografia

### Album video
| Anno | Titolo                                                                                                   | Classifiche | Classifiche | Classifiche | Classifiche | Classifiche | Classifiche | Classifiche | Classifiche | Classifiche | Classifiche | Certificazioni                                                        |
| Anno | Titolo                                                                                                   | UK          | AUS         | BEL Fl.     | BEL Wa.     | FRA         | ITA         | IRE         | NLD         | SWI         | USA         | Certificazioni                                                        |
| ---- | --- | ----------- | ----------- | ----------- | ----------- | ----------- | ----------- | ----------- | ----------- | ----------- | ----------- | --------------------------------------------------------------------- |
| 2011 | Live at the Royal Albert Hall - Pubblicato: 29 novembre 2011 - Etichetta: XL, Columbia - Formati: CD+DVD | 2           | 1           | 1           | 1           | 1           | 4           | 1           | 2           | 1           | 1           | - AUS: Platino (7) - CAN: Diamante - GER: Platino (3) - USA: Diamante |

### Video musicali
| Titolo                           | Anno | Regista       |
| -------------------------------- | ---- | ------------- |
| Chasing Pavements                | 2008 | Mathew Cullen |
| Cold Shoulder                    | 2008 | Phil Griffin  |
| Hometown Glory                   | 2008 | Paul Dugdale  |
| Make You Feel My Love            | 2008 | Mat Kirkby    |
| Rolling in the Deep              | 2010 | Sam Brown     |
| Someone like You                 | 2011 | Jake Nava     |
| Set Fire to the Rain (Live)      | 2012 |               |
| Turning Tables (Live)            | 2012 |               |
| Skyfall (Opening Sequence)       | 2013 |               |
| Hello                            | 2015 | Xavier Dolan  |
| When We Were Young (Live)        | 2016 |               |
| Send My Love (to Your New Lover) | 2016 |               |
| Easy on Me                       | 2021 | Xavier Dolan  |
| Oh My God                        | 2022 | Sam Brown     |
| I Drink Wine                     | 2022 | Joe Talbot    |